# Юрий Иванович (посадник)
Юрий (Георгий) Иванович — новгородский посадник XIV века (1371-1372; 1373-1374; 1375-1377).

## Биография
Имя Юрия Ивановича в новгородских летописях начинает упоминаться с 1350 года; в начале этого года, ещё не будучи посадником, он называется одним из предводителей новгородской дружины в походе на Выборг, кончившемся поражением шведов; непосредственно вслед за возвращением из этого похода он был избран в посадники, в этой должности стоял во главе посольства новгородцев к шведскому королю Магнусу для заключения мирного договора и вместе с тысяцким Авраамом и другими знатными согражданами подписал его от имени Великого Новгорода. 
Ростовская летопись (рукопись Румянцевского музея в Москве) упоминает, что в том же 1350 году Юрий Иванович на Холопьей улице в Новгороде построил церковь во имя Козьмы и Дамиана, а по указаниям Новгородской летописи, в следующем году он соорудил и другую церковь, в Новгородском Детинце, во имя Святого Иоанна Златоуста. 
В 1360 году Юрий Иванович сопровождал архиепископа Новгородского Алексия во Владимир «на поставление». 
в 1371 году Юрий Иванович был избран в посадники новгородские. 
В 1371 году с тысяцким Елисеем и многими знатными новгородскими боярами он был послан в Новый городок (Нейгаузен, по Щербатову — Ниеншанц), уполномоченный заключить с лифляндцами мирный договор. 
В 1372 году заключил с великим князем Дмитрием Ивановичем договор, которым новгородцы обязывались всемерно противиться Михаилу Андреевичу, тогдашнему сопернику Дмитрия, Литве и ливонцам, а великий князь, со своей стороны, дал слово предводительствовать новгородским войском самолично или же заменять себя двоюродным братом Владимиром Андреевичем. 
Имя Юрия Ивановича упоминается в двух грамотах, характеризующих торговые связи Новгорода с Ганзейским союзом; к обеим из них, а также к договору, заключенному Новгородом с князем Михаилом Андреевичем, привешены его именные печати с тиснением на них: «Юрьева печать Ивановича, Посадника Новгородского».
В 2020 году на Воздвиженской улице рядом с берестяной грамотой № 1132, датируемой третьей четвертью XIV века, была найдена печать Юрия Ивановича.
Год смерти Юрия Ивановича неизвестен.